# Kamsåfallet

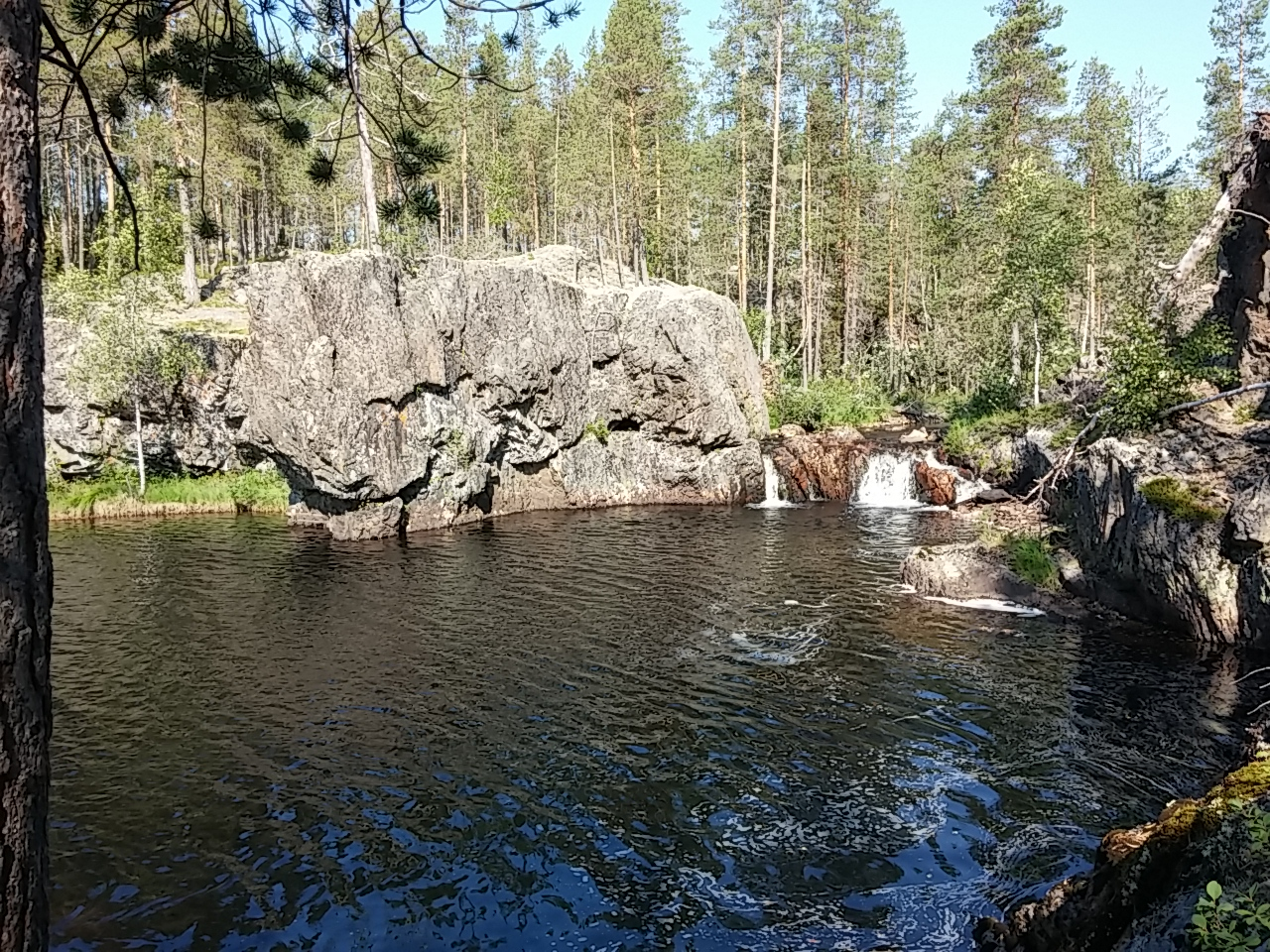

Kamsåfallet är ett mindre vattenfall i Kamsån.
Kamsåfallet befinner sig i en djupt nedskuren ravin, beläget inom ett tre kvadratkilometer stort och renspolat hällområde, där flera isälvsrännor finns. Nedströms fallet har denna gamla isälv avlagrat stora mängder material. I västra änden av Degervattnet finns rester av det deltaområde som bildades då havsytan stod som högst, ungefär 240 meter över dagens havsyta. 